# Charles Whitman

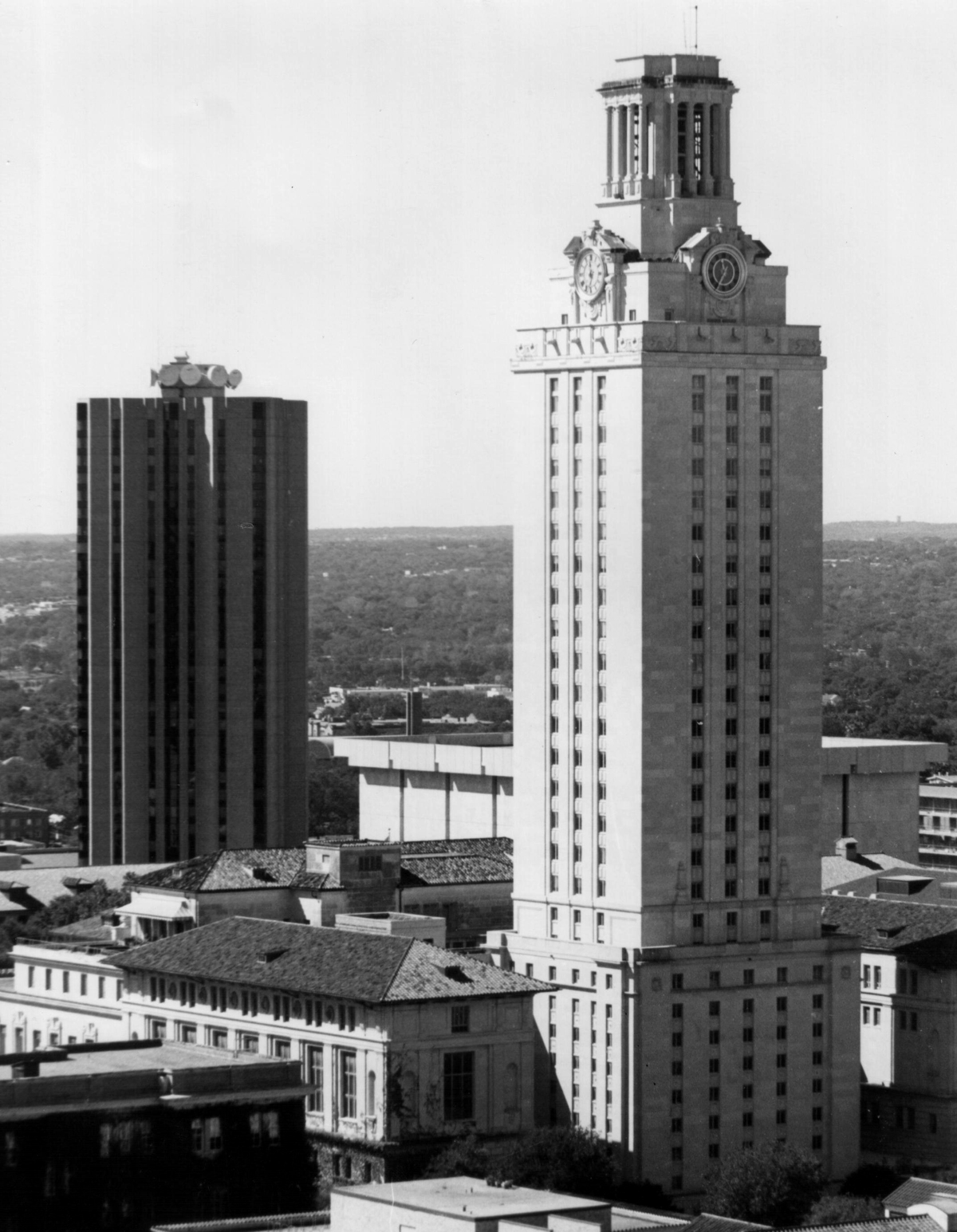
Wieża uniwersytecka, z której strzelał Whitman

Charles Joseph Whitman (ur. 24 czerwca 1941 w Lake Worth na Florydzie w USA, zm. 1 sierpnia 1966 w Austin w stanie Teksas w USA) – amerykański masowy morderca.
Student Uniwersytetu Teksańskiego w Austin, który 1 sierpnia 1966 roku z 28. piętra wieży uniwersyteckiej zabił 16 ludzi, a 32 ranił, strzelając do nich z karabinu z zamontowanym celownikiem optycznym. Wcześniej zabił swoją matkę oraz żonę. Został zastrzelony przez policjanta Houstona McCoya podczas akcji policji.
Charles miał już w wieku 25 lat skarżyć się na uciążliwe bóle głowy. Z czasem coraz bardziej nękały go niepokojące myśli, co sprowokowało go do zwrócenia się po pomoc do specjalisty. Notatki, jakie prowadził, wskazywały na systematyczne pogarszanie się stanu jego psychiki. Whitman miał nawet wyrazić chęć przeprowadzenia autopsji jego mózgu; ponadto przeznaczył pewną kwotę pieniędzy na badania z zakresu zdrowia psychicznego. Sekcja mózgu Whitmana ujawniła złośliwy guz w okolicy ciała migdałowatego, odpowiedzialnego za odczuwanie agresji i lęku.